# Darwin Rocksitters Club

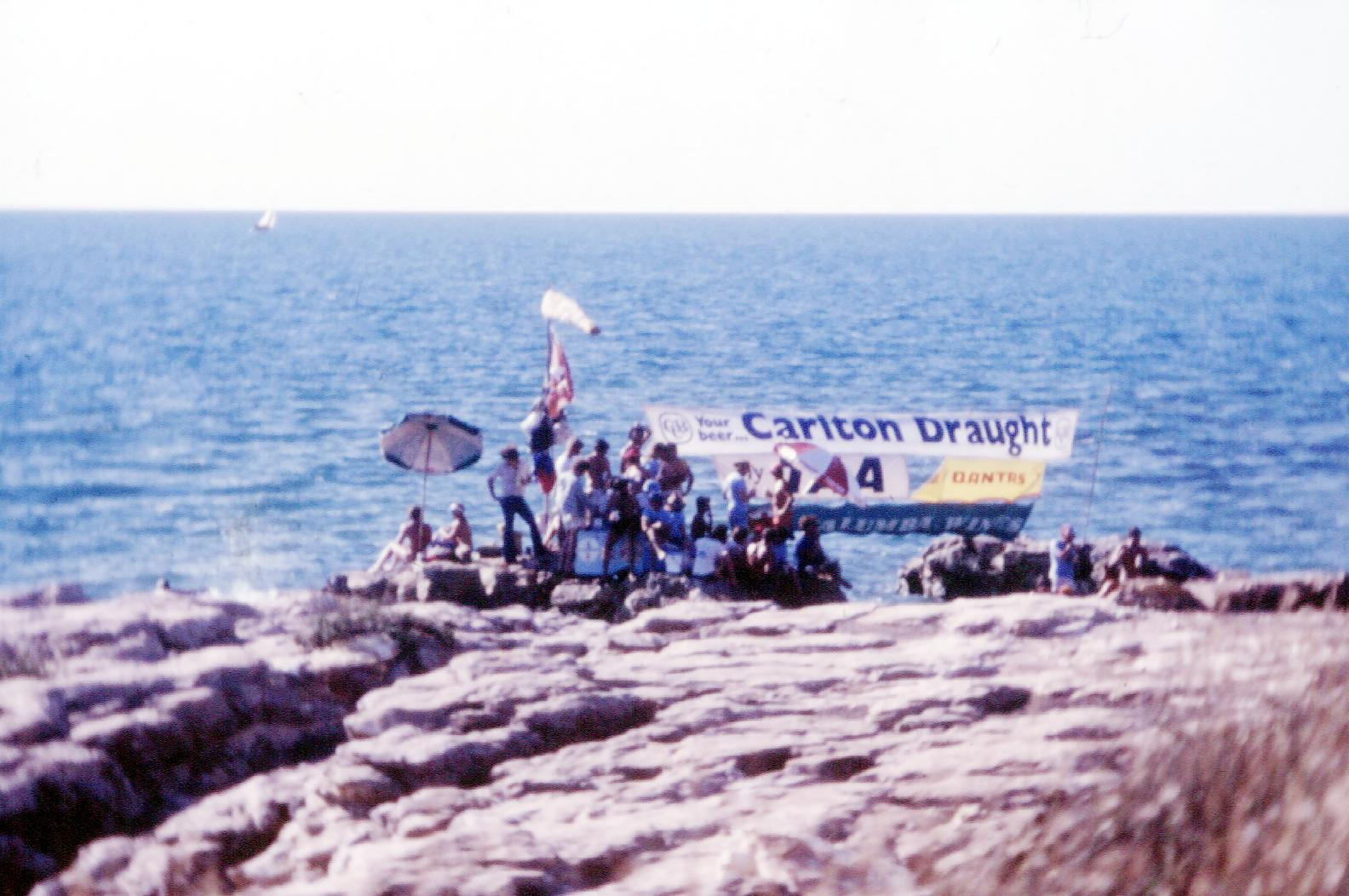
Darwin Rocksitters Club en East Point en 1977.

El Darwin Rocksitters Club («Club de sentadores sobre piedras de Darwin») fue un club australiano formado en Darwin, en el Territorio del Norte, en 1974 por un grupo de periodistas en East Point. Sus miembros eran rocksitters, personas que practicaban el rocksitting, la práctica de sentarse sobre rocas y beber cerveza durante el mayor tiempo posible. El grupo obtuvo un récord mundial oficial por el rocksit más largo en octubre de 1978 y luego nuevamente en 1980, poco después de lo cual el rocksitting decayó debido a la aplicación de leyes sobre el consumo de alcohol en público.

## Historia
Rocksitting, a veces conocido como rock sitting, es la práctica de sentarse sobre rocas y beber cerveza durante el mayor tiempo posible. Las rocas sobre las que se asentaban estarían a un metro bajo el agua durante la marea alta. El Darwin Rocksitters Club comenzó en 1974 cuando un grupo de periodistas se reunió en los acantilados de East Point un sábado por la tarde para beber cerveza, contar historias y contemplar la puesta de sol. Esto pronto se convirtió en un evento regular y el club comenzó a reunirse todos los sábados. Uno de los miembros del club, Robin Davy, dijo al respecto:

You have to remember, in those days Darwin was smaller, nobody was watching TV, no iPhones, none of that. We had to make fun and that was the way we did it.
Hay que recordar que en aquellos días Darwin era más pequeño, nadie miraba televisión, ni iPhones, nada de eso. Teníamos que divertirnos y así lo hicimos.
—Robin Davy

El grupo creció rápidamente y publicó una lista de reglas oficiales, Official Rules for a Rock-sit-athon, y la primera regla fue There shall be no funny business on The Rock («No habrá cosas divertidas en La Roca»). Las reglas tercera y quinta eran simplemente «[n]ada de cosas divertidas».
El grupo intentó batir el récord mundial estando sentado durante cinco días; su éxito fue ignorado por una empresa oficial de registros por beber demasiada cerveza. Sin embargo, se formaron otros clubes en Victoria y Nueva Zelanda y el club neozelandés, The Parua Bay Sitters, pronto rompió su récord cuando estuvieron sentados durante seis días.
Darwin recuperó el título con una sesión de ocho días en octubre de 1978, que se llevó a cabo para conmemorar la aprobación de la Ley (de Autogobierno) del Territorio del Norte de 1978, y se izó la nueva bandera del Territorio del Norte. Se llevaron a cabo varias otras carreras de maratón, a menudo para recaudar fondos para organizaciones benéficas. Estos incluyeron un récord mundial de 12 días que se estableció en 1980, aunque esto se puso en peligro el día 11 cuando se presentó una denuncia oficial al Comisionado de Policía del Territorio del Norte por beber en un espacio público, lo que llevó a la policía a visitar a los asistentes. y tome los nombres de todas las personas sentadas o visitando la roca. También en 1980, los rocksitters realizaron su primera sesión en el vuelo inaugural de Sídney a Los Ángeles y también realizaron una sesión en Uluru.
Dos historias populares sobre los sentadores de rocas son que un hombre y una mujer se conocieron una vez sobre las rocas y se casaron, y que a muchos otros antiguos sentadores tuvieron sus cenizas esparcidas sobre las rocas tras sus muertes. El rocksitting disminuyó con la aplicación de leyes sobre el consumo de alcohol en público. El club formó parte del debate en la Asamblea Legislativa del Territorio del Norte en 1978, y se expresó la preocupación de que el club (y eventos como la Darwin Beer Can Regatta) estuvieran afectando la imagen del Territorio del Norte en el resto de Australia, y que «en el sur mucha gente piensa que los habitantes de los territorios son campesinos atrasados y borrachos».
Beat Erismann (fotógrafo), miembro de la fundación, colocó por primera vez una placa conmemorativa del Darwin Rocksitters Club en East Point en 1987 en honor a su décimo aniversario. Posteriormente fue dañada y reemplazada en 2001. En la década de 1980, las rocas originales utilizadas por el club fueron rotas por un rayo y las rocas restantes sufrieron más daños durante las fuertes marejadas de 2012. Su 40.º aniversario se celebró en 2017.

## Galería

Rocksitters en East Point (Darwin) en 1977.
Rocksitters del Darwin Rocksitters Club en 1978.
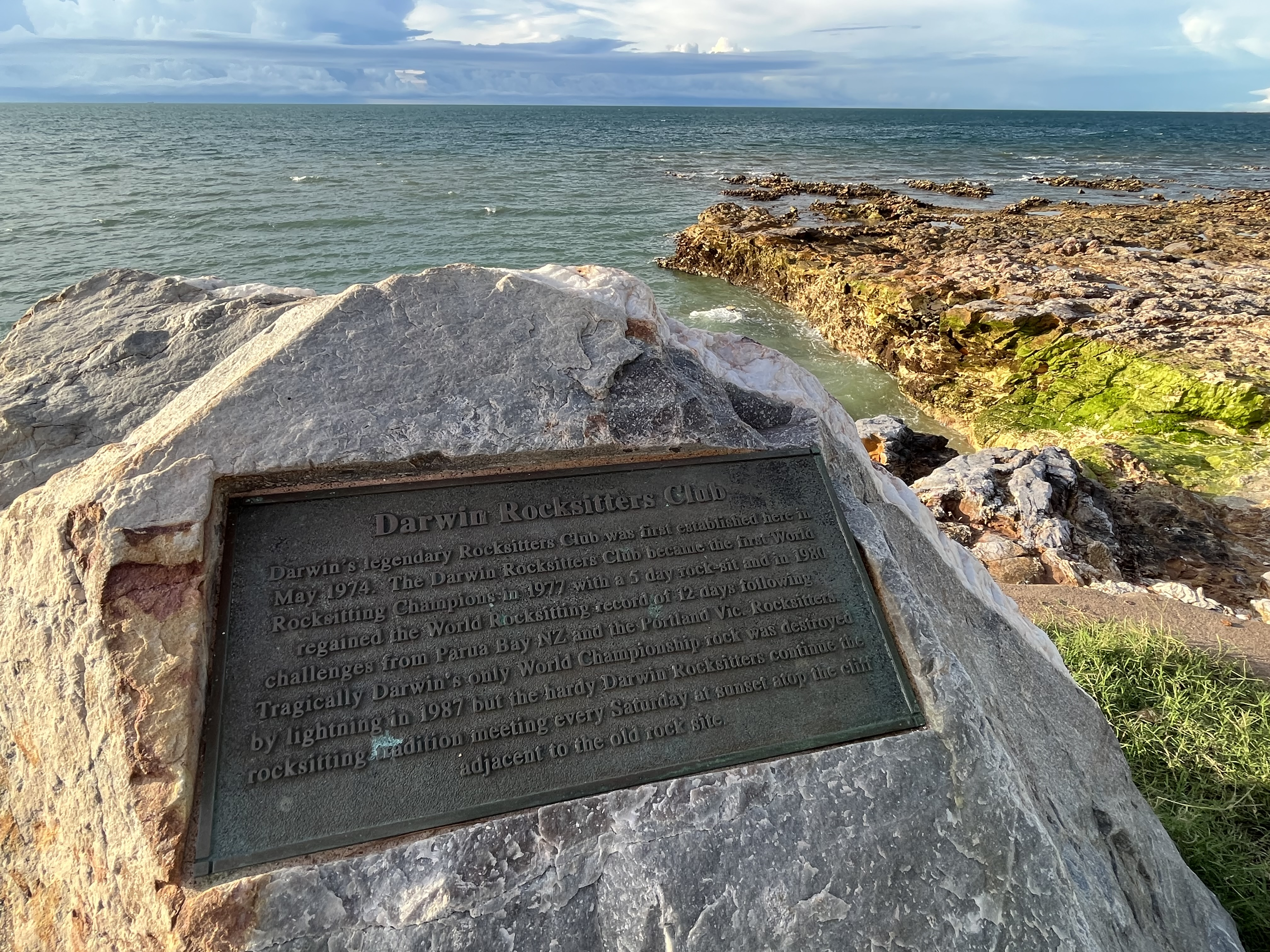
Placa conmemorativa del Darwin Rocksitters Club, abril de 2024.